# Візонтеле (фільм)
«Візонтеле» — турецький фільм 2001 року. Дія відбувається в 1974 році в сонному містечку у Східній Анатолії. Багато чого змінилося в цьому місті з появою першого телебачення. Продовженням касового успіху є Візонтеле Тууба.

## Сюжет
У маленькому селі в районі Геваш провінції Ван життя дрімало близько 1974 року, і час, здається, зупинився. Найбільше люди ходять в кіно з великою пристрастю, і явна відокремленість від решти світу їх, здається, зовсім не турбує. Коли раптом з Анкари прибуває телевізор, чудове «радіо з картинками», це змінює повсякденний устрій села, і мер Назмі відчуває можливість змін. Єдиний власник кінотеатру в місті бачить, що його бізнесу загрожує небезпека.
Мер доручає Делі Еміну, який єдиний володіє технологіями та електронікою, запустити телебачення. Замість Televizyon (по-турецьки телебачення) він називає пристрій Vizontele. Кілька спроб піднятися на гору, щоб отримати кращий сигнал, ні до чого не приводять. Врешті-решт, телебачення випадково запускається, і міський голова запрошує жителів села на прем'єру. На жаль, новини повідомляють, що турецька армія увійшла на Кіпр, убивши сина мера, який нещодавно служив у війську. Таким чином, телебачення принесло звістку про нещастя. Дружина мера в кінцевому підсумку ховає телебачення через Deli Emin.

## Реакція суспільства
Vizontele був випущений 1 січня. В лютому 2001 року фільм вийшов в кінотеатрах Туреччини. У цьому фільмі режисер і автор Їлмаз Ердоган втілює спогади свого дитинства в турецькому селі Хаккарі 1970-х років. Несподівано фільм став блокбастером у Туреччині. Фільм показували в німецьких кінотеатрах з 27 вересня 2001 р. в оригінальній версії з субтитрами.

## Критика
Яніс Ель-Біра написав на Filmzentrale: «Візонтеле» Йилмаза Ердогана — дуже вдалий дебют, який слід розглядати як кіновиродка, що відкритий для європейських та малоазійських регіонів. Хочеться сподіватися, що ця робота також стане початком міжнародної слави для талановитого режисера!

## Нагороди
- 2001: Кінофестиваль в Анталії: найкращий актор (Алтан Еркеклі), найкраща жіноча роль (Демет Акбаг), найкраща музика (Кардес Тюркюлер)
- 2001: Міжнародний фестиваль середземноморського кіно в Кельні: Йилмаз Ердоган, Омер Фарук Сорак

## DVD
DVD Vizontele був випущений 27. Січень 2006 р.

## Вебпосилання
- Vizontele
- критика [Архівовано 26 грудня 2021 у Wayback Machine.]